# Маккенове золото
«Маккенове золото» (англ. Mackenna's Gold, в радянському кінопрокаті «Золото Маккенни») — художній фільм-вестерн виробництва США. Фільм знято в 1969 році, у вітчизняному прокаті з'явився в 1974 році.

## Сюжет
Дія відбувається у 19-му столітті на Дикому Заході США. Маршал Маккенна (Грегорі Пек) в сутичці зі старим індіанським вождем смертельно ранить його і знаходить індіанську карту, де показано дорогу до каньйону з легендарним золотом племені апачів. Бандити на чолі зі своїм ватажком Колорадо (Омар Шариф) дізнаються про те, що Маккені відомий шлях до каньйону. Захопивши маршала в полон, уся компанія вирушає на пошуки золота.

## Деякі подробиці
- Фільм з успіхом транслювався в СРСР, а його назва стала сталим виразом, що позначає знайдене велике багатство.
- Маршал (Marshal) — звання американського правоохоронця, що в слов'янських мовах часто перекладають як шериф, щоб не плутати з однойменним військовим званням. Проте шериф — старший за званням від маршала. Інститут маршалів існує в США й досі.